# GNG5
GNG5 (англ. G protein subunit gamma 5) – білок, який кодується однойменним геном, розташованим у людей на короткому плечі 1-ї хромосоми.  Довжина поліпептидного ланцюга білка становить 68 амінокислот, а молекулярна маса — 7 318.
| 10         |  | 20         |  | 30         |  | 40         |  | 50         |
| ---------- |  | ---------- |  | ---------- |  | ---------- |  | ---------- |
| MSGSSSVAAM |  | KKVVQQLRLE |  | AGLNRVKVSQ |  | AAADLKQFCL |  | QNAQHDPLLT |
| GVSSSTNPFR |  | PQKVCSFL   |  |            |  |            |  |            |

A: Аланін

C: Цистеїн

D: Аспарагінова кислота

E: Глутамінова кислота

F: Фенілаланін

G: Гліцин

H: Гістидин

K: Лізин

L: Лейцин

M: Метіонін

N: Аспарагін

P: Пролін

Q: Глутамін

R: Аргінін

S: Серин

T: Треонін

Кодований геном білок за функціями належить до білків внутрішньоклітинного сигналінгу, фосфопротеїнів. 
Задіяний у такому біологічному процесі як ацетиляція. 
Локалізований у клітинній мембрані, мембрані.